# 黃繼烔公墓園
25°03′41″N 121°22′43″E / 25.0614666264747°N 121.378540300853°E
黃繼烔公墓園，是位於台灣北部桃園市龜山區龜山鄉樂善段0019-0000號，建於1776年（清乾隆41年），紀念從中國大陸隻身來台的黃繼烔，及第四代黃世霧在光緒年間日軍襲台時，更被推為地方首領帶頭抗日。